# Мейманов, Бексултан Садыкович
Бексултан Садыкович Мейманов (род. 7 апреля 2001, Бишкек) — киргизский футболист, вратарь клуба «Дордой».

## Биография
Начал карьеру в 2020 году в клубе «Илбирс». В составе команды играл на протяжении двух сезонов в чемпионате Кыргызстана. В январе 2022 года перешёл в «Дордой». В новой команде вратарь взял себе 13 номер. Заявлен для участия в Кубке АФК 2022 года.
Вызывался в стан юношеской сборной Кыргызстана до 19 лет (2019 год) и олимпийской сборной Кыргызстана (2021 год).